# Robert J. Schreiter
Robert John Schreiter, bekannt als Robert J. Schreiter CPPS (* 14. Dezember 1947 in Nebraska City; † 1. Juni 2021 in Chicago), war ein US-amerikanischer römisch-katholischer Theologe.

## Leben
Der Sohn von Robert F. und Mildred (Kreifels) Schreiter trat den Missionaren vom Kostbaren Blut 1961 in Brunnerdale bei und wurde am 21. Juni 1975 in der St. Mary Church in Nebraska City ordiniert. Er studierte zunächst Psychologie und Philosophie am St. Joseph’s College in Indiana und dann Theologie an der Universität Nijmegen, wo er 1974 promovierte. Seit 1974 lehrte er an der Catholic Theological Union in Chicago. Er veröffentlichte 27 Bücher, die zu seinen Lebzeiten in 21 Sprachen übersetzt wurden.

## Schriften (Auswahl)
- Im Wasser und im Blut. Eine Spiritualität der Solidarität und Hoffnung. Paderborn 1990, ISBN 3-87088-642-0.
- Abschied vom Gott der Europäer. Zur Entwicklung regionaler Theorien. Salzburg 1992, ISBN 3-7025-0290-4.
- Wider die schweigende Anpassung. Versöhnungsarbeit als Auftrag und Dienst der Kirche im gesellschaftlichen Umbruch. Luzern 1993, ISBN 3-905575-73-6.
- Die neue Katholizität. Globalisierung und die Theologie. Frankfurt am Main 1997, ISBN 3-88939-372-1.